# Hephathus troilos
Hephathus troilos är en insektsart som beskrevs av Rauno E. Linnavuori 1978. Hephathus troilos ingår i släktet Hephathus och familjen dvärgstritar. Inga underarter finns listade i Catalogue of Life.